# Crab Orchard (Nebraska)
Crab Orchard és una població dels Estats Units a l'estat de Nebraska. Segons el cens del 2000 tenia 49 habitants.

## Demografia
Segons el cens del 2000, Crab Orchard tenia 49 habitants, 25 habitatges, i 11 famílies. La densitat de població era de 111,3 habitants per km².
Dels 25 habitatges en un 12% hi vivien nens de menys de 18 anys, en un 44% hi vivien parelles casades, en un 0% dones solteres, i en un 56% no eren unitats familiars. En el 48% dels habitatges hi vivien persones soles el 20% de les quals corresponia a persones de 65 anys o més que vivien soles. El nombre mitjà de persones vivint en cada habitatge era d'1,96 i el nombre mitjà de persones que vivien en cada família era de 3.
Per edats la població es repartia de la següent manera: un 16,3% tenia menys de 18 anys, un 4,1% entre 18 i 24, un 18,4% entre 25 i 44, un 32,7% de 45 a 60 i un 28,6% 65 anys o més.
L'edat mediana era de 52 anys. Per cada 100 dones de 18 o més anys hi havia 86,4 homes.
La renda mediana per habitatge era de 17.500 $ i la renda mediana per família de 30.625 $. Els homes tenien una renda mediana de 30.417 $ mentre que les dones 22.000 $. La renda per capita de la població era d'11.627 $. Cap de les famílies i el 4,9% de la població estaven per davall del llindar de pobresa.

## Poblacions més properes
El següent diagrama mostra les poblacions més properes.